# Dysschema humeralis
Dysschema humeralis är en fjärilsart som beskrevs av Walker 1854. Dysschema humeralis ingår i släktet Dysschema och familjen björnspinnare. Inga underarter finns listade i Catalogue of Life.